# Niederfladnitz
Niederfladnitz ist eine Ortschaft und Katastralgemeinde in der Stadtgemeinde Hardegg im Bezirk Hollabrunn in Niederösterreich.

## Geschichte
Niederfladnitz wurde erstmals 1268 urkundlich erwähnt. Die Geschichte des Ortes ist eng mit der Burg Kaja verbunden, die vermutlich Mitte des 12. Jahrhunderts von den Herren von Kaja gegründet wurde. Diese waren Verwandte der Kuenringer und der Babenberger, gegründet. Niklas von Kaja verkaufte die Burg an den Landesfürsten, der die Herrschaft an die Grafen von Maidburg-Hardegg vergab, die die Burg Kaja kaum nutzten und bis diese vermutlich gegen Ende des 14. Jahrhunderts zerstört wurde.
Um 1430 gelangten Kaja und Niederfladnitz als landesfürstliches Lehen an Ulrich von Eyczing, der 1434 mit Schrattenthal seine Besitzungen erweiterte. Im 16. Jahrhundert wurde die Verwaltung über diese Güter nach Niederfladnitz verlegt und am Ende des 17. Jahrhunderts verlegten die Grafen Trautson auch den Herrschaftssitz in das Schloss Niederfladnitz. Deren Erben, die Fürsten Auersperg errichteten später das Schloss Karlslust.
Laut Adressbuch von Österreich waren im Jahr 1938 in der Ortsgemeinde Niederfladnitz zwei Bäcker, zwei Fleischer, zwei Gastwirte, zwei Gemischtwarenhändler, eine Mühle, zwei Schlosser, ein Schmied, ein Schneider, drei Schuster, zwei Tischler, zwei Wagner, ein Zimmermeister und einige Landwirte ansässig.
1945 kamen die Burg und das Schloss über Erbweg an die Familie Waldstein-Wartenberg.

## Bebauung
Das Gassengruppendorf  hat eine geschlossene Verbauung  vor allem mit Zwerchhöfen teils mit Putzfassaden aus dem späten 19. Jahrhundert. Am nördlichen Ortsausgang gibt es eine Reihe mächtiger Querscheunen mit Putzfeldgliederung, Brettertoren und Brettereinsätzen. Vereinzelt gibt es Kellereingangsbauten im gesamten Ortsbereich.

## Kultur und Sehenswürdigkeiten
- Burg Kaja
- Schloss Niederfladnitz
- Schloss Karlslust
- Katholische Pfarrkirche Niederfladnitz Mariä Himmelfahrt

## Persönlichkeiten
- Ulrich von Eyczing (um 1398–1460), Adeliger und Politiker, Herrschaftsbesitzer in Niederfladnitz
- Freddy Quinn (* 1931), Schlagersänger und Schauspieler, wurde hier geboren
- Klaus Rott (* 1941) lebt in Niederfladnitz[2]